# Врам, Артуро
Артуро Врам (итал. Arturo Vram; 1860, Триест — 25 мая 1938, Триест) — итальянский музыкальный педагог.
Учился игре на скрипке в своём родном городе у Паоло Коронини, затем окончил Венскую консерваторию (1882) по классу Йозефа Хельмесбергера. По возвращении в Триест открыл скрипичную школу, основанную, однако, на методике другого виднейшего педагога этого времени, Отакара Шевчика. Среди учеников Врама наибольшую известность получили скрипачи Чезаре Баризон и Альбертина Феррари, композитор Карол Пахор, основатель музыкальной школы в Ле-Пюи-ан-Веле Жан (Джованни) Питакко, профессор Триестской консерватории Джованни Павович, музыкальный педагог Франко Гулли-старший (отец и учитель Франко Гулли). В школе Врама учился также будущий писатель Итало Звево.
Выпустил учебное пособие «Гаммы в терцию и арпеджио» (итал. Scale Salti di Terza ed Arpeggi) под псевдонимом А. Грюбль (нем. Grübl).